# エクトル・ベルリオーズ
ルイ・エクトル・ベルリオーズ（Louis Hector Berlioz、1803年12月11日 - 1869年3月8日）は、フランスのロマン派音楽の作曲家である。『幻想交響曲』でよく知られているが、他にも『死者のための大ミサ曲』（レクイエム、1837年）にみられるように、楽器編成の大規模な拡張や、色彩的な管弦楽法によってロマン派音楽の動向を先取りした。
ベルリオーズの肖像はかつてフランスの10フラン紙幣に描かれていた。

## 生涯

### 幼年期
フランス南部イゼール県のラ・コート＝サンタンドレ（La Côte-Saint-André）に生まれる。ここはリヨンとグルノーブルのほぼ中間に位置する。母親のマリー・アントワネット・ジョセフィーヌ・マルミオン、父親で開業医のルイ＝ジョセフ・ベルリオーズとの間で、長男として育てられる（このうち6人中2人は早世）。
1809年、6歳の時から町の教会に付属する小さな神学校に入学するが、間もなくして学校が1811年末に閉鎖されてしまい、18歳になるまで家庭で父親の手によって教育された。家庭ではラテン語、文学、歴史、地理、数学、音楽（初歩程度）を習う。

### 青年期
1817年ないし1818年頃、14歳のベルリオーズは父親の机の引き出しからフラジオレットを見つけ、吹く練習をする。息子の様子を見た父親は楽器の使い方を説明し、程なくしてフルートを買い与える。その後15歳になってからはギターも習い始めている。
作曲は同年頃に独学で学び始め、父親の蔵書からラモーの『和声論』を見つけるものの、理論の基礎ですら身につけていない彼にとっては難解なものであった。しかしシャルル・シモン・カテルの『和声概論』を読んだ時は、最初は難解ではあったが徐々にのみ込んでいった。ある程度の知識を得て作曲・編曲に挑戦し、室内楽曲、歌曲、編曲作品を作曲している。
1821年、18歳の時にグルノーブルで行われたバカロレア（大学入学資格試験）に合格し、家業を継ぐ名目でパリに行き、医科大学に入学する。しかし青年ベルリオーズは解剖学を学んでいる途中で気がひるんでしまい、次第に医学から音楽へ興味が移り、オペラ座に通うようになる。それから1年後の1822年に父親の反対にもかかわらず医学の道を捨て、音楽を学び始めた。この時期に医学大学に行く代わりに、コンセルヴァトワールの図書館に行っている。そこでは楽譜を複写したり、楽曲の分析などを試みたりしている。同時にベルリオーズは再び作曲を始めており、フランスの詩人ミルヴォワの詩によるカンタータ『アラブの馬』（H.12）と3声部のカノン（H.13）を作曲する。前者のカンタータは独唱と大管弦楽のための作品であるが、カノン（H.13）を含む2つの作品はいずれも紛失している。
1823年にパリ音楽院に入学して、音楽院の教授ジャン＝フランソワ・ル・シュウールにオペラと作曲を学ぶ。
また早くからフランスのロマン主義運動に一体感を持つようになり、アレクサンドル・デュマやヴィクトル・ユーゴー、オノレ・ド・バルザックらと親交を結ぶ。後にテオフィル・ゴーチエはこのように述べている。
「エクトル・ベルリオーズは、管見によると、ユーゴーやドラクロワとともに、ロマン主義芸術の三位一体をなしているようだ」

### 音楽院時代とローマ賞
ル・シュウールの下で音楽を学び、2年後の1824年に最初の本格的な作品である『荘厳ミサ曲』（H.20）を作曲する。1825年にパリのサン・ロッシュ寺院で楽長のマッソンによって初演されたが、未熟であるがために失敗する。この後に作品を大幅に加筆修正を行い、同年にオーギュスタン・ドゥ・ポンスに借金をして再演され、成功を収める。またこの頃からローマ賞に挑戦することに意欲を掻き立てている。
1827年からローマ賞に挑戦し、同年の7月に応募作としてカンタータ『オルフェウスの死』（H.25）を作曲する。しかし選外に終わる。その後も以下のように毎年応募する。また9月に当時熱狂的に話題を呼んでいたイギリスから来たシェイクスピア劇団の女優ハリエット・スミッソンの出演する舞台を見て、衝撃を受ける。このことが2人の運命的な出会いであった。
1828年3月、音楽院で開かれたフランソワ・アブネックの指揮による第1回のパリ音楽院管弦楽団定期演奏会でベートーヴェンの交響曲第3番『英雄』を、また同年に第5番『運命』を聴いて、大きな啓示を受ける。6月、2度目となるローマ賞への挑戦として『エルミニー』（H.29）を作曲。惜しくも2票の差で第2位となる。
1829年、ゲーテの『ファウスト』（ジェラール・ド・ネルヴァルの仏語訳による）を読んで感銘を受け、このテキストを用いて『ファウストからの8つの情景』（H.33,Op.1）を作曲する。出版の際に「作品1」と番号を付ける。7月に3度目の挑戦となるローマ賞の応募作として、カンタータ『クレオパトラの死』を作曲するが、劇的で過激な内容から審査員たちの顰蹙を買い、受賞を果たすことが出来ずに終わる。
1830年2月に『幻想交響曲』を作曲を開始し、6月に完成する。また、この頃にピアニストのマリー・モークと出会って恋愛関係となる。4月に4度目の挑戦としてカンタータ『サルダナパールの死』を作曲する。4度目にしてようやく念願となるローマ賞を受賞する。12月5日に『幻想交響曲』がアブネックの指揮で初演されて大成功を収めて世間の脚光を浴び、マリー・モークと婚約に至る。そして受賞者としてローマへ留学すると同時に留学を終えたら結婚するという約束を交える。
1831年、ローマに到着した直後に婚約者マリー・モークの母親から手紙が届き、ピアノ製作者イグナツ・プレイエルの長男カミーユ・プレイエルと結婚するという報告であった。この報告を知るや否や、再び訪れた破局にベルリオーズは落胆するどころか、逆にひどく怒りを露わにしたといわれる。『回想録』には、マリーとその母とカミーユ・プレイエルを殺して自分も自殺しようと、ベルリオーズは婦人洋服店に急いで行き、女装するために婦人服一式を買い、ピストルと自殺用の毒薬を持参してパリへ向かう馬車に乗り、そのままローマを出発した。しかしイタリア（サルデーニャ王国）とフランスの国境付近でふと我に返り、直後に思い留まって正気を取り戻した。
この出来事の後、ベルリオーズはニース（当時はサルデーニャ王国領でフランス国境の外）で1か月ほど滞在して療養することとなり、回復後はローマへと戻って行く。そして正式にモークとの婚約は解消された。この療養中に『幻想交響曲』の続編と言える抒情的な独白劇『レリオ、あるいは生への復帰』の構想を始めており、ローマに戻った頃には全体の構想を終え、作曲に取り組んだのち7月初旬に完成している。

### 帰国後と中期の活動
1832年に上記の事情によってイタリア留学を切り上げる形でパリへ帰国すると、同地で再び音楽活動を始める。またローマ滞在中に作曲した作品（序曲『リア王』や『レリオ』など）を携えて持ち帰っている。
1833年、劇団の女優ハリエット・スミッソンが『幻想交響曲』を聴きに来た際に再会し、結果的に結婚までに至る。ベルリオーズの両親は反対したが、それを押し通してのことであった。パリ郊外のモンマルトルに新居を構え、自作の演奏会の開催、雑誌や新聞の評論を始める。
同年に演奏会に来ていたショパンとパガニーニと出会い、親交を結ぶ。
1834年の初め頃、パガニーニからの依頼でヴィオラと管弦楽のための作品である交響曲『イタリアのハロルド』を作曲する。初演の成功によって金銭的な援助も得られた。またこの年に長男のルイが誕生する。
この年にオペラ『ベンヴェヌート・チェッリーニ』の作曲に取りかかり、1836年夏に大半が完成する。同時にフランス政府から『レクイエム』の作曲を委嘱され、速いペースで翌1837年に完成する。初演は同年に行われると成功を収め、ベルリオーズは新聞雑誌から賛辞を浴びたり、陸軍大臣からの祝辞を受けたりした。
1838年9月、オペラ座で『ベンヴェヌート・チェッリーニ』の初演が行われる。しかし序曲を除いて散々な不評に終わる。原因として全体の総練習が4回であったことや、聴衆の趣向に合わなかったことなどが挙げられる。友人たちは失敗の原因を台本の稚拙であると指摘したが、『回想録』の中では「台本は気に入っていたのに、どうして劣っているのか、今でもわからない」と語っている。また初演が失敗した直後に母親が没する。
1839年に、劇的交響曲『ロメオとジュリエット』を完成させる。初演の後、作品をパガニーニに献呈する。この時期のベルリオーズは莫大な借金を背負っていたため、生活が苦しく、収入が得られなかったが、音楽院側からの助けで、2月頃にパリ音楽院の図書館員となり、僅かな額ではあったがある程度の収入を得る。1852年には館長に任命されている。
1840年に再びフランス政府から依頼を受けて、『葬送と勝利の大交響曲』を作曲・完成、7月28日に200名の軍楽隊を率いて初演を行う。しかしこの時期、ベルリオーズはパリの各劇場から締め出された状態にあった。『ベンヴェヌート・チェッリーニ』の失敗によるものといわれ、また一部で反感を持たれていたために、パリでの人気は次第に下って行った。

#### 演奏旅行と指揮活動
人気が遠ざかっていたため、1842年に演奏旅行を始めることになり、年末にドイツへ向かい、各地で演奏会を催して大きな話題を呼び、旅行は成功を収める。しかし一部からは急進的過ぎるという批評も受けた。
1843年5月末、パリに戻ったベルリオーズは、『ドイツ・イタリア音楽旅行記』や『近代楽器法と管弦楽法』などの著作を著したり、『ベンヴェヌート・チェッリーニ』の第2幕の前奏曲として『ローマの謝肉祭』を作曲する。一方で妻ハリエットとの仲違いが決定的となり、別居へと至る。ハリエットはモンマルトルの小さな家で生活する。ベルリオーズは稼ぐために新聞や雑誌の執筆などに追われ、それまで以上に窮地に瀕していた。
1844年にパリで産業博覧会が開催され、博覧会の終了間際（7月末）に産業館で型破りな演奏会を実施する。8月1日に産業館で行われた演奏会は、新作『フランス讃歌』（H.97）を初演したが、480人のオーケストラ団員と500人の合唱団員を統合したもので、演奏時にはベルリオーズを中心に7人ほどの補助指揮者が指揮棒を持って壇上に登ったという。演奏会は大成功を収めたが、出費が影響して経済的にはわずかなものしかもたらすことができなかった。
1845年10月から翌1846年4月にかけて、2回目の演奏旅行としてウィーンやプラハ、ブダペストなどへ赴き、各地で演奏会を開催して大歓迎を受ける。ブダペストでの演奏会は、『ラコッツィ行進曲』を管弦楽用に編曲した『ハンガリー行進曲』が演奏された際、聴衆から熱狂的な歓声を送られたといわれる。同じ頃にゲーテの『ファウスト』による劇的物語『ファウストの劫罰』の作曲に着手しており、『ハンガリー行進曲』はこの作品に取り入れている。
『ファウストの劫罰』は旅行中の合間を縫って1845年から作曲を始め、パリに帰国した4月の末頃も続けられ、10月に全曲が完成する。12月6日にオペラ＝コミック座で初演されたが、20日に行われた再演とともに結果は芳しくなく、成功しなかったという。初演の失敗によって多額の負債が降りかかり、破産の危機に直面したものの、友人たちの尽力によってこれを免れる。だがこれを機にベルリオーズは再び演奏旅行を決意し、ロシアへと赴く。

#### ロシアへの演奏旅行
1847年2月14日、ベルリオーズはパリを離れ1人でロシアへ向かった。ベルリンまで汽車で乗り、滞在中にロシア大公妃エレナ・パヴロヴナ宛ての紹介状を書いて欲しいとプロイセン王フリードリヒ・ヴィルヘルム4世に懇願する。それを携えて、ようやくロシアに到着する。3月15日と25日にサンクトペテルブルクで、4月にモスクワでそれぞれ行った演奏会は成功し、喝采を浴びるなど大歓迎を受ける。この演奏会で4万フランの大金を手にしたが、ベルリオーズにとってこれほどの大金を得たのは初めてのことである。
パリへの帰途に再度ベルリンへ立ち寄り、ここでも演奏会を催している。プロイセン王の求めで『ファウストの劫罰』を演奏し、フリードリヒ・ヴィルヘルム4世から赤鷲勲章を授与される。また同夜サンスーシ宮殿での晩餐会にも招待されている。著書『近代楽器法と管弦楽法』はフリードリヒ・ヴィルヘルム4世に献呈している。

#### 相次ぐ不運、マリー・レシオとの再婚
7月初旬にパリに戻ったベルリオーズは、当時イギリスで活躍していた有名なマネージャーのルイ・ジュリアンと出会い、彼の申し出に応じる形でロンドンのドルーリー・レーン劇場の指揮者として活動するため、その年の末頃にロンドンへ向かう。しかしジュリアンと交わした契約は途中で破棄される。ロンドンに到着して4か月後にジュリアンは破産の危機に直面したためであった。
イギリスでの生活が安定する矢先に、1848年2月にパリで勃発した2月革命によって、急遽パリへと舞い戻る。理由として名誉職という名の地位であるパリ音楽院の図書館主事補の職を確保するためであった。
この時期、ベルリオーズの周りに相次いで不幸が襲う。パリへ戻った7月下旬に父ルイが世を去り、また別居中の妻ハリエットが脳卒中の発作で倒れ、パリの音楽界は革命の影響によって劇場は閉鎖され、街は謎の静けさを醸し出した状態であった。このため、作曲活動は一旦中断して評論と執筆活動に集中することに限られる。
しかし1848年末頃に極秘に作曲を始めており、1849年に3群の合唱と大管弦楽のための『テ・デウム』（H.118,Op.22）を完成させる。だが演奏の機会が得られず、1855年4月にパリ万国博覧会でサン・トゥスタッシュ教会での初演まで待たなければならなかった。
この時期は、合唱とピアノ伴奏のための『トリスティア』（H.119）と、2重合唱と管弦楽のための『民の声』（H.120）ぐらいしか作曲していない。また自身の『回想録』も執筆をし始め、そのうちの第1部を書き上げている。
1850年、ロンドン・フィルハーモニック協会を真似する形で「パリ・フィルハーモニック協会」を結成する。パリではこのような協会は無く、これが初めてのことであった。ベルリオーズはこの組織の会長と指揮者に就任して演奏活動を活発に行う。しかし程なくして資金難に陥り、加えて聴衆からの受けがあまり良くなかったため、協会は結局1年後にそのまま解散した。
解散後、1851年から1855年にかけてロンドンに赴き、同地で定期的に指揮活動を行う。
1854年の3月3日、別居中の妻ハリエットがモンマルトルで世を去った。4年前から容体は一層悪くなり、加えて身体は不随になっていた。別居中であったが、彼女を見捨てることができなかったベルリオーズは深い悲しみを味わい、『回想録』と友人フランツ・リストに宛てた手紙には悲痛な言葉がつづられている。
ハリエットを埋葬後、10月19日にマリー・レシオと正式に結婚する。息子ルイに宛てた手紙にはこのように書いている。
「私は一人で生きることもできないし、また14年来一緒に暮らしてきた女性を見捨てることもできなかった」（1854年にルイに宛てた手紙）

### 成熟期
1854年3月末にドイツへ旅行に行き、4月1日にハノーファーを再訪する。ハノーファーでの演奏会をはじめとして、ドイツ各地で行った演奏会は立て続けに成功し、気を良くしたベルリオーズはパリに戻ったのち、以前作曲した『エジプトへの逃避』（H.128）を転用する形として、3部からなるオラトリオ『キリストの幼時』（H.130,Op.25）を5年がかりで完成させた。12月10日に初演されると聴衆から拍手を受け、大成功に終わる。
1855年4月、長らく初演の機会を得られなかった『テ・デウム』がパリ万国博覧会において、ベルリオーズの指揮によって初演された。
1856年、5月3日に没したアドルフ・アダンの後任として、フランス学士院会員に選ばれ、これにより収入が増え、生活も安定する。またこの頃にヴァイマルを訪問しており、同地で滞在していた際、フランツ・リストと同棲していたその伴侶ザイン・ヴィトゲンシュタイン侯爵夫人と面会する。夫人から『アエネーイス』を題材としたグランドオペラ『トロイアの人々』の作曲を勧められ、先のフランス学士院会員に選ばれたことを機に創作意欲を復活させ、同年5月5日に台本を自ら執筆し、わずか2か月足らずで完成させる。さらに、腸神経痛に悩まされつつも作曲を続け、一気呵成に1858年4月12日に2年かけて完成させる。しかし全5幕という長大なオペラ『トロイアの人々』は、ベルリオーズの生前には完全な形で初演ができずに終わる。
1860年夏、バーデン＝バーデンで開催される音楽祭に赴き、この地で新しく建設される劇場のために支配人のエドゥアール・ベナゼから委嘱を受け、2幕のオペラ『ベアトリスとベネディクト』（H.138）を作曲する。シェイクスピアの戯曲『空騒ぎ』に基づくが、ベルリオーズ自身がフランス語の台本を執筆している。一時中断もあったが1862年2月に完成させ、同年8月9日にバーデン＝バーデンの新劇場で初演が行われている。
『ベアトリスとベネディクト』が初演される2か月前の1862年6月14日、後妻マリーが心臓麻痺のため世を去る。彼の目の前でのことだった。遺体はモンマルトル墓地に埋葬される。ベルリオーズに残された家族は船員となった息子ルイだけとなった。
1863年、苦労の末『トロイアの人々』がオペラ座で第2部のみ初演されたが、生前に第1部が上演されることはなかった。全曲上演は1890年まで待たなければならなかった。また長らく続けていた評論活動を止めてしまう。
60歳を迎えた1864年、筆を折り長年の作曲活動を終える。以降は1人でアパートに住み続けることとなる。また『回想録』を1865年1月1日付で終え、印刷にまわした（ただし、出版されたのは没後である）。

### 晩年とその死
後妻マリーに先立たれ、さらに一人息子のルイも1867年に失って、孤独感を募らせた生活をパリで過ごした。特に息子を失った時は半ば狂乱となった状態で立ち直れなかったと言われる。だが指揮活動を伴う演奏旅行は、1866年にオーストリア、1867年にドイツ、1867年末から1868年にロシアでそれぞれ継続して行われた。
最晩年にロシアのエレナ大公妃から招待されて演奏旅行に赴き、サンクトペテルブルクで演奏会を開いている。ベルリオーズにとってこれが最後の旅行となった。だが元々不健康だったベルリオーズは、ロシアの厳しい寒さで身体に致命的な打撃を受け、帰国後の1868年3月には健康状態はより悪化していた。この間作曲はほとんどできない状態であったが、最後の作品はフランソワ・クープランの作品の編曲であった。
その後、南フランスで保養した後にパリで病床についたが、1869年3月8日の午前0時半に死去した。65歳没。遺体はモンマルトル墓地において2人の妻、ハリエット・スミスソンとマリー・レシオとともに葬られた。

## 再評価
ベルリオーズの作品は1960年代から1970年代にかけて復活を遂げたが、これはイギリスの指揮者コリン・デイヴィスの奮闘によるところが大きい。デイヴィスがベルリオーズの全作品を録音したため、従来あまり知られていなかった作品にも光が当てられた。歌劇『トロイアの人々』の録音は、最初の全曲録音であった。本作は、ベルリオーズの生前に完全に舞台上演されたことはなかったが、現在では復活を遂げ、定期的に上演されている。
2003年にベルリオーズ生誕200周年を記念して、ベルリオーズをパンテオンに改葬しようとの提議がなされたが、アンドレ・マルローやジャン・ジョレス、アレクサンドル・デュマに比べて、ベルリオーズがフランスの栄光の象徴に値し得るかどうかをめぐる政治的議論の末に、ジャック・シラク大統領によって審議が中断された。

## エピソード
生前のベルリオーズは、作曲家としてより指揮者として有名であった。定期的にドイツやイングランドで演奏旅行を行い、オペラや交響曲を指揮した。自作だけでなく他人の作品も指揮しており、中にはリストのピアノ協奏曲第1番の初演なども含まれている。リストによると、指揮者ベルリオーズはリハーサルを多用する“練習魔”だったという。
ヴァイオリンのヴィルトゥオーソにして作曲家のニコロ・パガニーニとの出会いからは『イタリアのハロルド』が生まれ（パガニーニの依頼で書かれたがヴィオラの活躍が少ないのに失望した、という逸話は今日では信憑性が疑われている）、また金銭的援助も得られた。ベルリオーズの『回想録』によるならば、パガニーニは『イタリアのハロルド』の演奏を聴いて感動を表明し、2日後に「ベートーヴェンの後継者はベルリオーズをおいて他にいない」との手紙とともに2万フランを提供した。

## ハリエット・スミスソンとの関係
ベルリオーズは生まれながらにロマンティックで、幼少の頃からすこぶる感受性が強かったと言われている。これは、ウェルギリウスの数節で涙したという少年時代や、長じてからは一連の恋愛関係に明らかである。23歳の時の、イギリスから来たシェイクスピア劇の劇団の女優でアイルランド人のハリエット・スミスソンへの片想いは、やがて『幻想交響曲』の着想へと膨らんだ。この作品の初演と同じ1830年にローマ大賞を受賞する。
スミスソンに最初こばまれると、ベルリオーズはマリー・モークと婚約するが、モークの母は娘をピアニストでピアノ製造家のカミーユ・プレイエルに嫁がせた。ベルリオーズはその頃、ローマ大賞の賞金（奨学金）を得てローマに留学中であった。『回想録』によれば、この時パリに引き返し、女中に変装してモーク母子を殺害し、自殺を図ろうと企んだが、ニースにたどり着くまでに女装用の服を紛失したため気が変わった。
ベルリオーズの手紙は、スミスソンにはあまりに情熱的に過ぎると映ったために彼女は求愛を断ったのだが、こうした感情によって生み出されたといわれる『幻想交響曲』は、驚異的で斬新であると受け取られた。この標題音楽的な作品の自叙伝的な性格もまた、当時としてはセンセーショナルなものと見做されたであろう。ローマの2年間の修行時代を終えてパリに戻ると、スミスソンは『幻想交響曲』の演奏を聴きに来た上、ついには結婚に至った。スミスソンは馬車から落ちて重傷を負ったこともあって、女優として下り坂にあったことも理由であろう。
しかしながら2年もすると、2人の関係はたちまち冷え込んでいった。さまざまな理由が挙げられているが、中でも言葉の壁が大きかったと推測されている。また他には、ベルリオーズはスミスソンを一人の女性として彼女の人間性に惚れたのではなく、彼女が演じる役（『ロミオとジュリエット』の「ジュリエット」等）に惚れたために、彼女と結婚して彼女が普通の女性であることに気がつき、失望したのだとする説もある。2人は1841年頃から別居し、1854年に彼女が亡くなると、すでに同棲していた歌手のマリー・レシオと結婚する。

## 音楽的影響
ベルリオーズは文学に激しい愛着を寄せており、ベルリオーズの最も優れた楽曲の多くは文学作品に触発されている。『幻想交響曲』は、トマス・ド・クインシーの『或る英国人阿片常習者の告白』に着想を得ており、『ファウストの劫罰』はゲーテの『ファウスト』に依拠している。『イタリアのハロルド』はバイロン卿の『チャイルド・ハロルドの巡礼』が下敷きである。オペラ『ベンヴェヌート・チェッリーニ』は、チェッリーニの自叙伝に由来する。『ロメオとジュリエット』は、シェイクスピアの同名の悲劇に基づいている。記念碑的な大作オペラ『トロイアの人々』は、ウェルギリウスの叙事詩『アエネイス』に立脚している。ベルリオーズは、最後の歌劇となったコミック・オペラ『ベアトリスとベネディクト』のために、シェイクスピアの『から騒ぎ』に大まかに基づいて台本を作成した。
文学の影響を別にすると、ベルリオーズは当時フランスではさほど有名でなかったベートーヴェンの擁護者でもあった。1828年にフランソワ・アントワーヌ・アブネック（『幻想交響曲』の初演指揮者）指揮パリ音楽院管弦楽団によって行われた『英雄交響曲』のパリ初演はベルリオーズの作曲活動における転回点となり、2年後の1830年に『幻想交響曲』が生み出されるきっかけとなった。ベートーヴェンに次いでベルリオーズが崇拝したのが、グルック、メユール、ウェーバー、そしてスポンティーニであった。
『イタリアのハロルド』においてベルリオーズは、半音階や旋法、変拍子（5拍子）を採用するとともに、従来のドイツの交響曲にみられる形式的な均整感や全体的な統一感から距離を置いた。
サン＝サーンスの『動物の謝肉祭』の「象」の最初の主題は、『ファウストの劫罰』の「妖精のワルツ」から取られている。しかしながら、音域は原曲よりかなり下げられ、コントラバス独奏によって演奏される。

## 音楽作品と著作
『幻想交響曲』に加えて、ベルリオーズのいくつかの作品は現在、標準的なレパートリーにとどまっている。劇的物語『ファウストの劫罰』、劇的交響曲『ロメオとジュリエット』（いずれも混声合唱と管弦楽のための大作）、歌曲集『夏の夜』、ヴィオラ独奏付きの交響曲『イタリアのハロルド』などである。

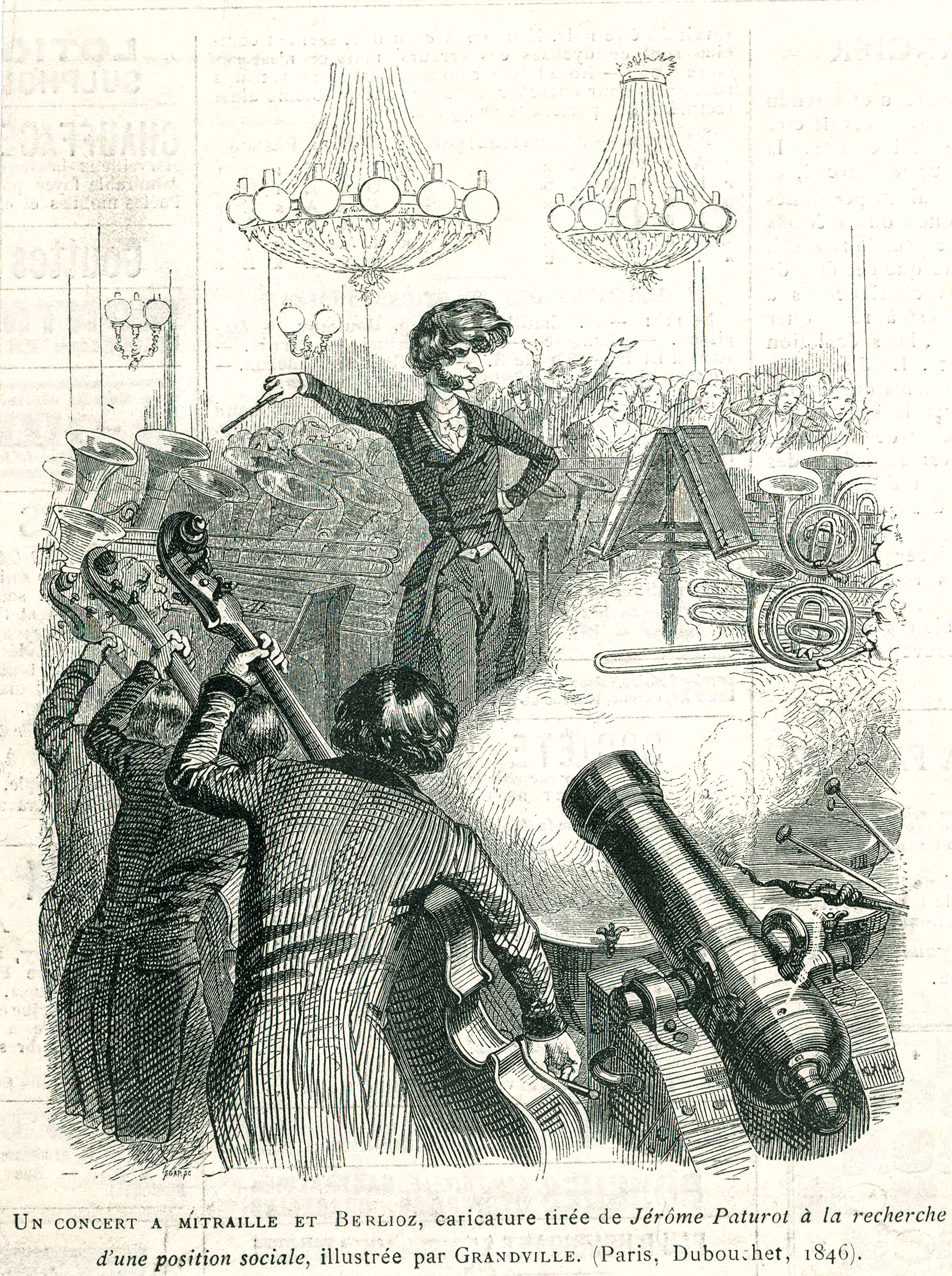
「ベルリオーズ、軍隊オーケストラを指揮する。」大規模な編成からなる大音響の作品を風刺した戯画。

ベルリオーズの型破りな音楽作品は、既存の演奏界やオペラ界を刺激した。演奏会の段取りを自力でつけるだけでなく、演奏者への俸給も自前で調達しなければならなかった。これはベルリオーズに、経済的にも心情的にも重い負担となってのしかかった。ベルリオーズの演奏会には1,200人の常連客がついていて、入場者数を確保できたが、大掛かりな――数百人もの演奏者を要する――ベルリオーズ作品の性質上、経済的な成功は望めなかった。ジャーナリスティックな才能から、音楽評論がベルリオーズにとって手っ取り早い収入源となり、音楽会においてドラマや表現力の重要性を力説する、機知に富んだ批評文によって飢えをしのぐことができた。

### 著作
ベルリオーズは作曲家として最も有名である半面、多作な著作家でもあり、長年にわたって音楽評論を執筆して生計を立てていた。大胆で力強い文体により、時に独断的かつ諷刺的な論調で、執筆を続けた。『オーケストラのある夜会』（1852年）は、19世紀フランスの地方の音楽界をあてこすりつつ酷評したものである。ベルリオーズの『回想録』（1870年）は、ロマン派音楽の時代の姿を、時代の権化の目を通して、尊大に描き出したものである。『音楽のグロテスク』（1859年）はオーケストラ夜話の続編として出版された。
教育的な著作である『管弦楽法』（Grand Traité d'Instrumentation et d'Orchestration Modernes, 1844年、1855年補訂）によって、ベルリオーズは管弦楽法の巨匠として後世に多大な影響を与えた。この理論書はマーラーやリヒャルト・シュトラウスによって詳細に研究され、リムスキー＝コルサコフによって自身の『管弦楽法原理』の補強に利用された。リムスキー＝コルサコフは修業時代に、ベルリオーズがロシア楽旅で指揮したモスクワやサンクトペテルブルクの音楽会に通い詰めていた。ノーマン・レブレヒトは次のように述べている。
「ベルリオーズが訪問するまで、ロシア音楽というものは存在しなかった。ロシア音楽という分野を鼓吹したパラダイムは、ベルリオーズにあった。チャイコフスキーは、洋菓子店に踏み込むように『幻想交響曲』に入り浸って、自作の交響曲第3番を創り出した。ムソルグスキーは死の床にベルリオーズの論文を置いていた」
また、18世紀末から19世紀初頭にかけ、聖歌のみならず世俗曲でも活躍したことで最も有名なロシアの作曲家であるドミトリー・ボルトニャンスキーを高く評価した。

## 主要作品
- 幻想交響曲―ある芸術家の生活のエピソード 作品14（Symphonie fantastique; Episode de la vie d'un artiste, 1830年）
全5楽章から構成される最も有名な交響曲。1830年に作曲。
- 抒情的モノドラマ『レリオ、あるいは生への復帰』 作品14 bis（Lélio, ou Le retour á la vie, 1831年）
『幻想交響曲』の続編として1831年に作曲・完成された独白劇。
- 交響曲『イタリアのハロルド』 作品16（Harold en Italie, 1834年）
独奏ヴィオラとオーケストラのための交響曲。1834年に作曲。
- 劇的交響曲『ロメオとジュリエット』  作品17（Roméo et Juliette, 1839年）
1839年に作曲された独唱、合唱と管弦楽のための交響曲。
- 葬送と勝利の大交響曲 作品 15（Grande symphonie funèbre et triomphale, 1840年）
1840年に作曲された大編成の軍楽隊と合唱による作品。
- 序曲「ローマの謝肉祭」 作品9（Ouverture 'Le carnaval romain' , 1843年）
オペラ『ベンヴェヌート・チェッリーニ』の第2幕の前奏曲として作曲された有名な序曲。後に独立して演奏会用序曲となる。
- 夢とカプリッチョ 作品8　（Rêverie et caprice, 1841年）
ヴァイオリンと管弦楽による協奏的作品。オペラ『ベンヴェヌート・チェッリーニ』のアリアからの編曲である。
- 劇的物語『ファウストの劫罰』 作品24（La damnation de Faust, légende dramatique, 1845年-1846年）
青年期に作曲された『ファウストからの8つの情景』を基にして1845年から1846年にかけて作曲された大規模な作品。『ハンガリー行進曲』や『妖精の踊り』、『鬼火の踊り』が有名。
- 死者のための大ミサ曲（レクイエム） 作品5（Grande messe des morts (Requiem), 1837年）
1837年に作曲された巨大な編成を伴う声楽曲である。4組のバンダを必要とする。フランス政府からの委嘱による。
- テ・デウム 作品22（Te Deum, 1848年-1849年）
1848年から1849年かけて作曲された宗教音楽。全7曲だが通常省略される「行進曲」も存在する。
- 宗教的三部作『キリストの幼時』 作品25（L'enfance du Christ, 1850年-1854年）
1850年から1854年にかけて作曲された全3部から構成される声楽曲。
- 歌曲集『夏の夜』 作品7（Les nuits d'été, 1840年-1841年）
1840年から1841年にかけて作曲された全6曲の歌曲集である。友人のテオフィル・ゴーティエの詩集『死の喜劇』による。ピアノ伴奏または管弦楽による伴奏のいずれかで演奏される。
- オペラ『ベンヴェヌート・チェッリーニ』 作品23（Benvenuto Cellini, 1834年-1838年）
イタリアの彫刻家ベンヴェヌート・チェッリーニの自叙伝を基にして、1834年から1838年にかけて作曲されたオペラ。序曲は現在も演奏される有名な楽曲。
- オペラ『トロイアの人々』（トロイ人）（Les Troyens, 1856年-1858年）
1856年から1858年にかけて作曲された大作オペラ。古代ローマの詩人ウェルギリウスの『アエネーイス』による。『アエネーイス』を参照。
- オペラ『ベアトリスとベネディクト』（Béatrice et Bénédict, 1860年-1862年）
シェイクスピアの戯曲『から騒ぎ』を基にして作曲された全2幕のオペラ。
- 荘厳ミサ曲（ミサ・ソレムニス）（Messe solennelle, 1824年）
1825年の初演後破棄されてきたと伝えられていたが、1991年にアントウェルペンの教会で、ベルリオーズが友人に贈った総譜が発見され、1993年にジョン・エリオット・ガーディナーによって蘇演・初録音がなされた。様々なフレーズが、幻想交響曲など後年の主要作品にたびたび登場する。
- 序曲『宗教裁判官』 作品3（Ouverture 'Les fancsjuges' , 1827年）
1827年頃に作曲。『宗教裁判官』は初期に手がけ未完となったオペラの1つ。序曲が残され、単独で演奏されるようになった他、このオペラからはいくつかの曲が他の作品（葬送と勝利の大交響曲の第2楽章など）に転用されている。
- 序曲『海賊』 作品21
『イタリアのハロルド』と同様にバイロンの詩に基づく。
- 序曲『リア王』 作品4（Ouverture 'Le Roi Lear' , 1831年）
幻想交響曲を作り上げた翌年に書かれた作品。
- 序曲『ウェイヴァリー 』作品1（Ouverture 'Waverley' , 1826年-1828年）
1826年に作曲された序曲。本来はオペラに含まれていた序曲であるが、オペラ自体は破棄されたため、序曲のみが現存する。
- 序曲『ロブ・ロイ』（Ouverture 'Rob Roy' , 1831年）
タイトルは『ロブ・ロイ・マクレガー』とも表記される。
- 歌曲『わな』（Le trébuchet, 1833年）
『ランドの花』の第3曲に含まれる。
- 叙情的情景『クレオパトラの死』（La mort de Cléopâtre, 1829年）
1829年に作曲されたカンタータ。この作品でローマ賞の応募作として書かれたもの。翌年に受賞する。

## 日本語訳著作
- 『ベルリオ自伝と書翰』Katharine F.Boult [訳編] 尾崎喜八訳 叢文閣 1920年
- 『ベートーヴェン交響楽の批判的研究』エクトル・ベルリオ 尾崎喜八訳 仏蘭西書院 1923年
- 『合唱管絃楽指揮法』津川主一訳 新響社 1929年 『管絃楽・合唱指揮法』音楽之友社 1948年
- 『作曲家の手記 ベルリオーズ回想録』清水脩訳 河出書房 1939年
- 『ベルリオーズ回想録』音楽之友社 1950年
- 『ベートーヴェンの交響曲』橘西路訳編 角川文庫 1959年
- 『ベルリオーズ回想録』丹治恆次郎訳 白水社 1981年
- 『管弦楽法』リヒャルト・シュトラウス共著 小鍛冶邦隆監修 広瀬大介訳 音楽之友社 2006年
- 『音楽のグロテスク』森佳子訳 青弓社 2007年